# Pasticci di Rapino
I Pasticci di Rapino sono un dolce tipico dell'Abruzzo e fanno parte dei Prodotti agroalimentari tradizionali abruzzesi.